# 马卡雷纳 (塞维利亚)

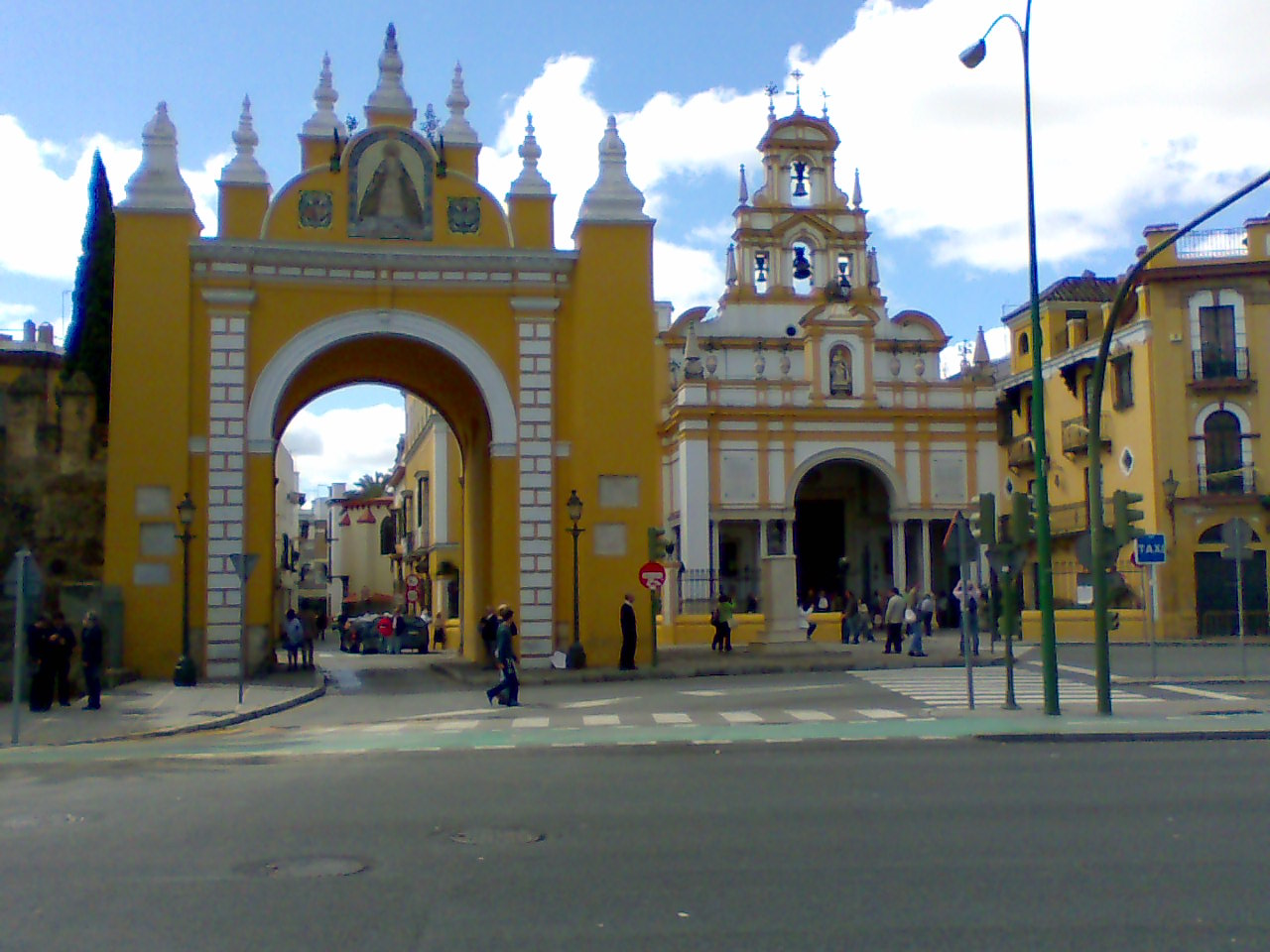
马卡雷纳圣殿和马卡雷纳门

马卡雷纳（La Macarena）是西班牙塞维利亚市中心北部的一个行政区，也是北城墙两侧街区的名称。马卡雷纳圣母也简称为马卡雷纳，许多塞维利亚妇女也以此命名。

## 地标
该区拥有著名的馬卡雷納聖殿，同名的圣周兄弟会设此。在耶穌受難節清晨的游行是整个西班牙规模最大、最受欢迎、最热切的。木制圣母像可追溯到17世纪。新巴洛克风格的圣殿由奥雷利奥·戈麦斯·文澜建于20世纪。 毗邻教堂的博物馆有关于塞维利亚的圣周游行的完整解释。
阿蒙哈德城墙最大的残余部分就在这个街区，介于两个老城门之间，从西面毗邻圣殿的宏伟的马卡雷纳门，到东面的科尔多瓦门（Puerta de Cordoba）。
安达卢西亚议会设在16世纪建筑圣五伤医院内，它是安达卢西亚风格主义最好的例子之一。
颗粒塔（Torre de los Perdigones）位于瓜达尔基维尔河畔的颗粒花园，是一个19世纪后期铸造厂的遗迹。自2007年以来，设有一个房间大小的全景暗箱。
在附近的市集街（Feria）有塞维利亚最古老的市场（Mercado de la Feria），为18世纪建筑，菜贩，肉贩和鱼贩的摊位构成塞维利亚日常生活的如诗如画的传统场景。